# Tripas à moda do Porto
Tripas à moda do Porto é um prato tradicional nascido na cidade do Porto, e que, segundo uma lenda, remonta ao período dos Descobrimentos portugueses.
O prato é confecionado com vários tipos de carne, tripas, enchidos e feijão branco.
Este prato foi um dos candidatos finalistas às 7 Maravilhas da Gastronomia portuguesa.

## A lenda dos tripeiros
O Infante D. Henrique, precisando de abastecer as naus para a tomada de Ceuta na expedição militar comandada pelo Rei D. João I em 1415, pediu aos habitantes da cidade do Porto todo o género de alimentos. Todas as carnes que a cidade tinha foram limpas, salgadas e acamadas nas embarcações, ficando a população sacrificada unicamente com as miudezas para confeccionar, incluindo as tripas. Foi com elas que os portugueses tiveram de inventar alternativas alimentares, surgindo assim o prato "Tripas à moda do Porto", que acabaria por se perpetuar até aos nossos dias e tornar-se, ele próprio, um dos elementos gastronómicos mais característicos da cidade. De tal forma que, com ele, nascia também a alcunha "tripeiros", como ficaram a ser conhecidos os portuenses desde então.

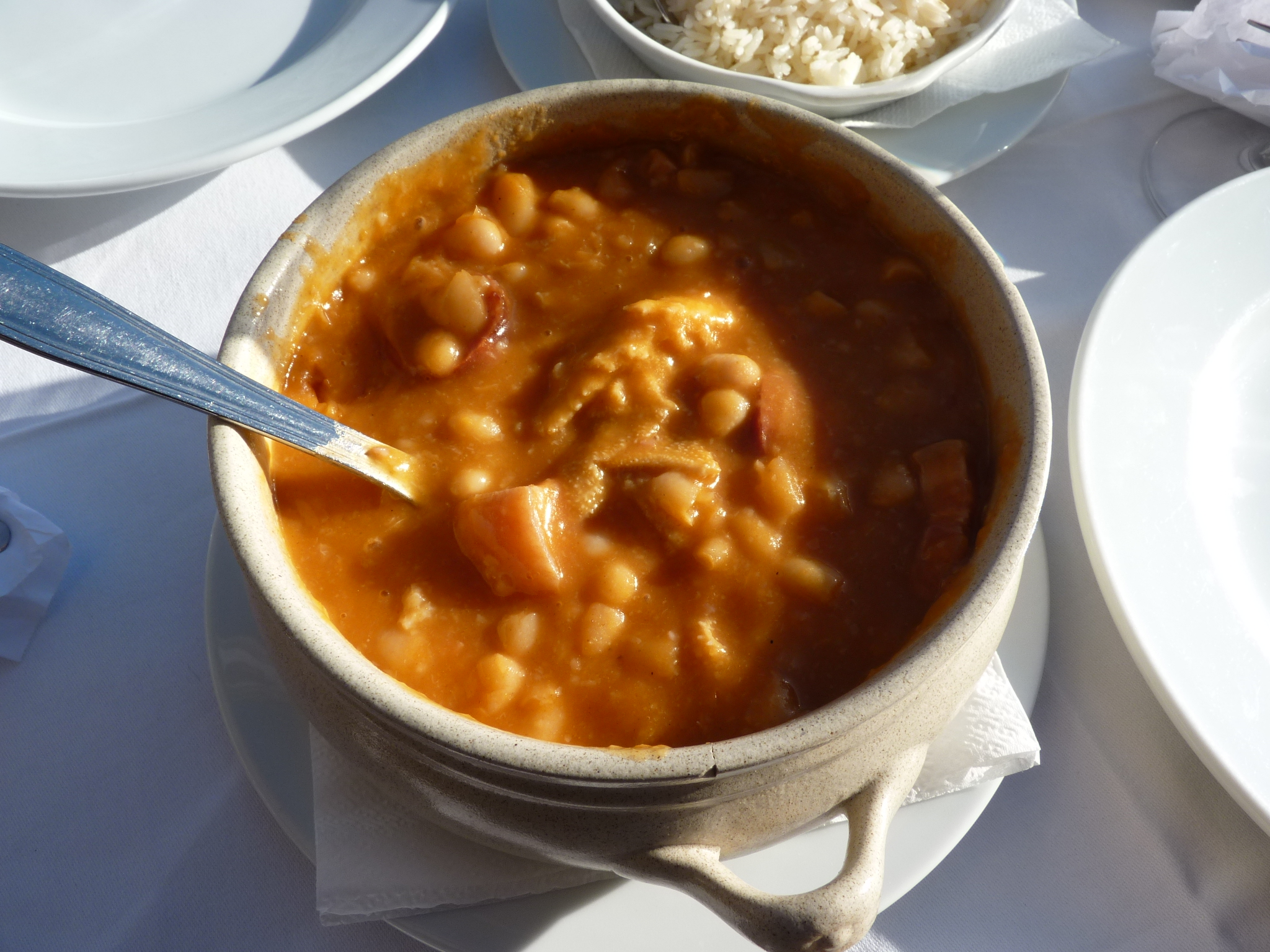
Tripas: prato característico na Ribeira